# ローランド・TR-808
ローランド・TR-808（ろーらんど・てぃーあーるはちまるはち）は、ローランド社が1980年から1983年にかけて製造したドラムマシンである。一般に「808」の名前で知られる。また、日本では俗に「やおや」とも呼ばれる。プリセットパターンを流すだけではなく、打ち込みを可能にした最初期のドラムマシンのひとつである。当時の競合機種であり、より高価であったリン・LM-1と比較して、808はサンプル音声ではなく、アナログシンセサイザーで音声を生成した。電子音楽がまだ主流となっておらず、また、多くのプロデューサーが生演奏に近いドラムの音を求めたこともあり、808は商業的には失敗した。半導体素子の在庫がなくなったため、12,000台を製造したのち、ローランドは808を廃盤した。1983年には後継機としてTR-909が製造された。
中古市場に安価に出回っていたこと、使いやすさ、深くうなるようなバスドラムといった特異な音から、1980年代の間、808はアンダーグラウンドのミュージシャンの間でカルト的な人気を博した。同機種は、エレクトロニックやヒップホップといった、当時揺籃期にあったジャンルの基礎を形づくり、マーヴィン・ゲイの「セクシャル・ヒーリング」などを通して一般に普及した。同機種は、他のドラムマシンを差し置いて、多くのヒット曲において用いられるようになった。特に、ヒップホップにおける人気は、808をポップ音楽全体におけるもっとも影響力のある発明のひとつに押し上げた。808の音声は、音楽ソフトや現代のドラムマシーンに搭載されたほか、正規の許可を得ていないコピー品も多数生み出した。

## 特徴
808は、ユーザーがリズムパターンを1から設計できるはじめての機種であり、ブレイクやロールなども備えることができた。ステップシーケンサー（TR-REC）を用いて最大32のパターンを設定することができ、これらのパターンを最大768小節までつなぎ合わせられた。また、それぞれのビートに強勢をつけることもできた。テンポおよび拍子も自由に設定でき、4分の5拍子や8分の7拍子といった変拍子にも対応した。各音声の音量はつまみにより調整できるほか、複数のオーディオ出力ポートおよび、MIDIの前身となるDIN Syncポートを搭載していた。トリガー出力端子3つを装備しており、シンセサイザーをはじめとする音響機器と同期することができた。

### サウンド
808は、バスドラム・スネアドラム・スネアドラム・トムトム・コンガ・リムショット・クラベス・ハンドクラップ・マラカス・カウベル・シンバル・ハイハットといった、各種の打楽器の音声を模している。808においてはサンプル音源を用いず、アナログ回路によってこれらのサウンドを生成しており、「TR-808」の「TR」は「transistor rhythm」の略である。しかし、同機のサウンドは、実際の打楽器の音声とはあまり類似しておらず、「カチカチした（clicky）」「機械的な（robotic）」「浮遊するような（spacey）」「玩具のような（toy-like）」「未来的な（futuristic）」サウンドであると形容される。
『Fact』誌によれば、808のサウンドはシンセサイザーの音色とホワイトノイズの組み合わせであり、現実のドラムキットよりは「BBCレディオフォニック・ワークショップ（BBCのサウンドエフェクト制作部門で、実験的な手法の採用で知られる）からの爆発音」に似ている。『Music Technology』誌のティム・グッドイヤー（Tim Goodyer）は、808のカウベルの音を「不器用でぎこちなく、絶望的にピッチが低い」ものと紹介している。
同機種は、正弦波オシレーター・ローパスフィルター・電圧制御増幅器から構築される、力強いバスドラムで知られる。バスドラムのディケイを調整し、音声の持続時間を長くすると、サウンドの音程は下がっていくが、これが意図された設計であるかは定かでない。『ザ・ニューヨーカー』誌は、このバスドラムこそが808を特徴づけていると論じている。

## 開発

### 背景

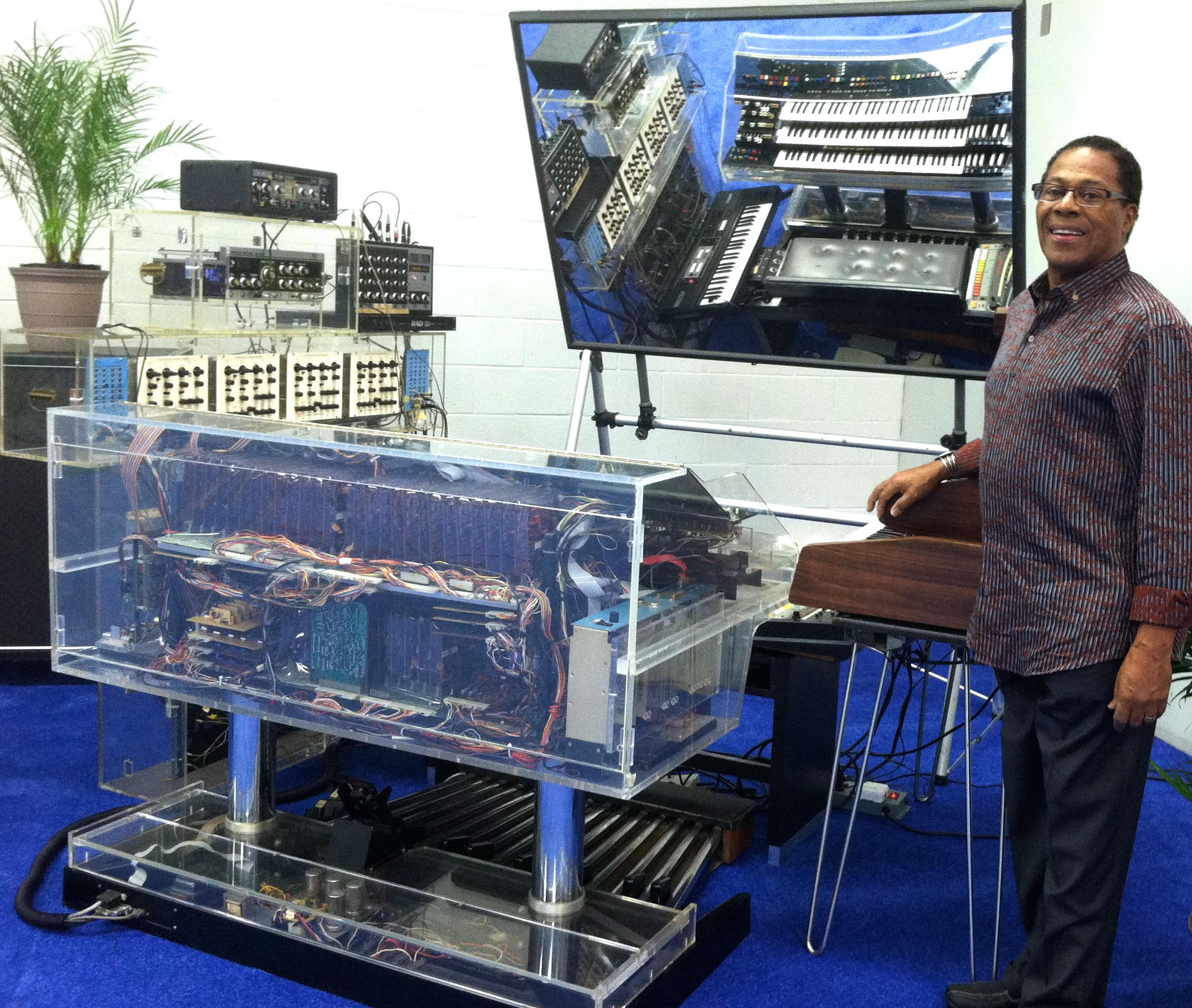
ドン・ルイス（2013年）

1960年代、ドラムマシンはもっぱら家庭用電子オルガンの伴奏に用いられていた。打ち込みをすることは不可能であり、ボサノヴァのリズムなどといった、プリセットのドラムパターンを再生することしかできなかった。1969年、ハモンド・オルガン・カンパニー（Hammond Organ Company）はアメリカ人のミュージシャンおよびエンジニアであるドン・ルイスを雇用し、エース電子工業製造のドラムマシンを内蔵した電子オルガンの実演をおこなった。サーキットベンディングによる電子楽器の改造が一般的になる数十年前から、ルイスは自ら改造した楽器によるパフォーマンスで知られていた。彼は、エース電子工業のドラムマシンに大規模な改造をほどこし、独自のリズムを作り上げたほか、オルガンのエクスプレッションペダルをドラムマシンに配線し、パーカッションに強勢をつけるため用いた。
エース電子工業の創業者・社長であった梯郁太郎はルイスにかけあい、自社製品をどのようにして音作りに用いているのかを知ろうとした。1972年、梯はローランドを創業し、ルイスをドラムマシンの設計のために雇用した。ローランド MC-8に代表されるように、1970年代後半までに、電子楽器にはマイクロプロセッサが組み込まれるようになった。梯はこの技術を、ドラムマシンのプログラミングに応用できることに気づいた。1978年、ローランドはCR-78をリリースした。この機種は、ユーザーがリズムパターンを自由に打ち込み・保存・再生することのできる、はじめてのドラムマシンであった。

### 設計と販売
同種の後継機であるTR-808は、主にデモテープを作成するための用途を想定した、プロのアーティスト向けのドラムマシンでありユーザーがドラムシーケンスのチューニングやディケイ、レベルなどの各種パラメーターを自由に設定できる「ドラムシンセサイザー」として構想された。808はリアルなドラムを再現しようと試みていたが、サンプリング音源を再生するためのメモリーチップは当時とても高価であったため、アナログシンセサイザーのSYSTEM-700で音作りをしたうえで、そのサウンドをTR-808のアナログ回路で再現するという手段が取られた。梯は、発音を担う回路において、シズル感を与えるために、意図的に規格外品のトランジスタを購入した。主任技師である室井誠は、808の音声回路の設計は「中村氏」に、ソフトウェアの設計は「松岡氏」によるものとした。
1980年、808は希望小売価格 US$1,195(2023年時点の$4,419と同等) で販売された。ローランドは808を、Linn LM-1の安価な代替機として売り込んだ。同機はリン・エレクトロニクス社の製造で、実際のドラムキットをサンプリングした音源を用いていた。『Contemporary Keyboard』誌は808を「未来のリズムマシーンの標準になるだろう」と称賛した。こうしたアーリーアダプターも存在したとはいえ、808は商業的には失敗した。売上台数は12,000台以下であり、ローランドは1983年には同機種の製造を終了した。これは、半導体の進歩により、同機の設計に不可欠であった、規格外品のトランジスタの入手が不可能になったあとであった。

### 後継機
808の後継機は、1983年発売のTR-909である。同機はローランドが発売したはじめてのサンプル音源を用いたドラムマシーンであり、808同様にテクノ・ハウス・アシッドといったエレクトロニックミュージックを中心に、影響を与えた。
808をサンプリングした音源は、プロペラヘッド・ソフトウェアが開発した初期のソフトウェアシンセサイザーである、ReBirth RB-338に搭載された。『MusicTech』のアンディ・ジョーンズ（Andy Jones）は、同ソフトは808のサウンドを初めてエミュレートした「際立って素晴らしい」ものであると述べている。しかし、この音源は、2017年のローランドによる権利侵害申し立てにより、廃止された。ローランド者は、1990年代のGrooveboxといったドラムマシンに、808をサンプリングした音源を搭載している。2010年代に発売された、TR-8や、TR-8Sにおいては、808のサウンドを電子的に再現した音源が用いられている。
2017年に発売されたTR-08は、808を小型化した機種であり、LEDディスプレイおよびスピーカーを搭載するほか、USB接続およびMIDI、シーケンサーの制御に対応する。2018年には公式に808および909のソフトウェアエミュレーション版がリリースされた。2019年にはベリンガーにより808の再現モデルである Behringer RD-8 Rhythm Designer が発売され、ローランドのモデルとは異なり、アナログ回路により808のサウンドを再現している。

## 受容

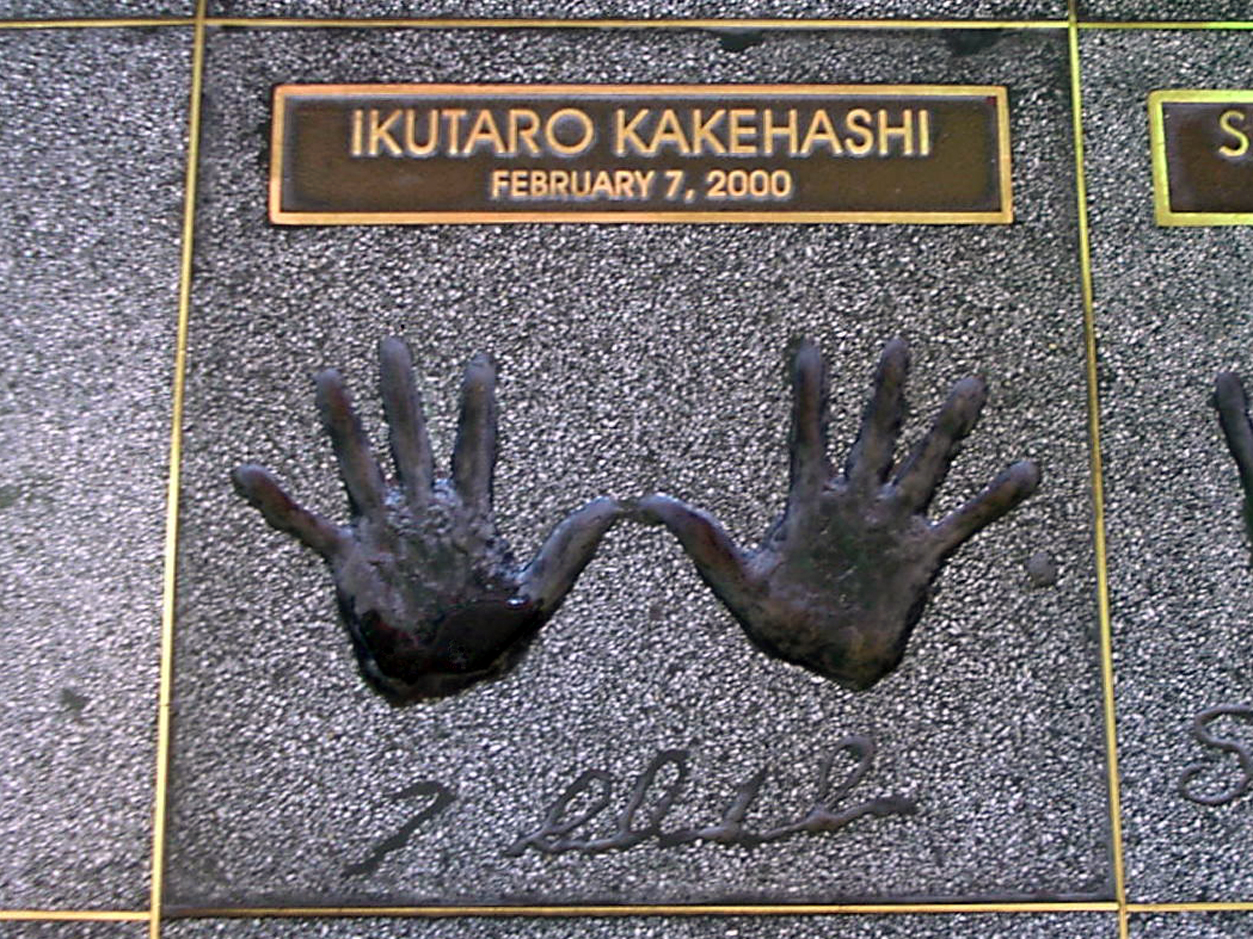
ハリウッド・ロック・ウォークに掲げられる梯郁太郎の手形（2016年）

808は商業的に失敗したにもかかわらず、最終的にはあらゆるドラムマシーンのなかで最もヒットレコードに使われる機種となり、大衆音楽にもっとも大きな影響を与えた発明のひとつとなった。1983年の発売終了以後、同機は中古市場に安価な価格で流れ、100ドル（2023年時点の$306と同等）以下で入手可能になった。操作しやすく、入手が容易であり、特異なサウンドを作ることのできるという性質から、808はアンダーグラウンドのミュージシャンやプロデューサーの間で、カルト的な人気を博した。こうした背景のもと、808は当時発展途上のジャンルであった、エレクトロニックとヒップホップの土台を築いた。
808のサンプリング音源は音楽ソフトウェアに一般的に搭載されており、正規の許可を得ていないコピー品も多数生み出した。『Flavorwire』は、同機のサウンドはあまりにも一般的になっており、「同機のリズムはそれ自体がひとつの言語のようになって」おり、ドラムマシンについてよく知らないリスナーですら808のサウンドは知っており、「もし誰かがめちゃめちゃな使い方をしたり、異様な文脈で用いたとしても、すぐ気づくことができる」と評している。『DJMag』誌は2019年の記事で、808は過去40年間でもっとも用いられたドラムマシンであろうと記述している。デーモン・アルバーン、ディプロ、ファットボーイ・スリム、デヴィッド・ゲッタ、ニュー・オーダーなど、808を用いているアーティストは数多く、ビースティ・ボーイズ、ベック、アウトキャスト、ケリス、T.I.、リル・ウェイン、ブリトニー・スピアーズ、ビヨンセ、R・ケリー、ロビー・ウィリアムズなどが歌詞で808に言及している。2019年9月3日、808は重要科学技術史資料（未来技術遺産）第00283号として登録された。

### ヒップホップ

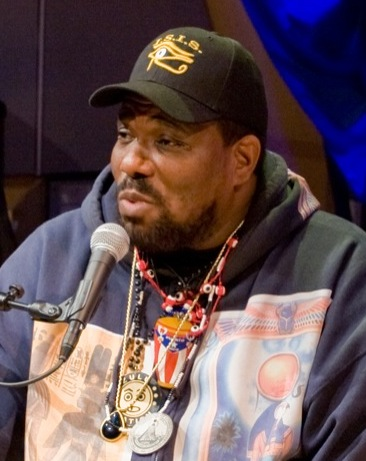
アフリカ・バンバータ（2009年）

808は音楽ジャンルとしてのヒップホップに著しい影響を与えており、ロックにおけるフェンダー・ストラトキャスターに相当するとも論じられる。1982年には、アメリカのR&Bアーティストであるマーヴィン・ゲイが、808を用いた最初のヒットシングルである「セクシャル・ヒーリング」をリリースした。ゲイは、他のミュージシャンやプロデューサーとかかわらずに、ひとりで楽曲制作を進められるという理由から、同機を愛用した。808がヒップホップにおいて広く使われるきっかけとなったのは、同年にアフリカ・バンバータとソウルソニック・フォースが「プラネット・ロック」であると考えられている。その後、Run-D.M.C.、LL・クール・J、パブリック・エナミーといった草創期のヒップホップミュージシャンの多くが同機を採用した。とりわけ、808のバスドラムはビートに必要不可欠なものとなり、Bomb Squad所属のプロデューサーであるハンク・ショックリー（Hank Shocklee）は、「この音がなければヒップホップではない」とまで言っている。
アーティストは808のバスドラムを加工し、新しいサウンドを作ろうとした。たとえば、リック・ルービンはバスドラムを引き伸ばし、この音声を楽曲のベースラインとして用いる手法を一般化させた。また、ルービンは、1986年のビースティ・ボーイズ「ポール・リビア」において、808の音源を逆生成した。ラッパーのカニエ・ウェストは2008年の『808s & Heartbreak』において全トラックに808を利用し、『Slate』誌は「この機種に対する直球のラブレター」と評している。
808の利用はイースト・コースト・ヒップホップにおいては1990年代に衰微するものの、スリー・6・マフィアの楽曲に見られるように、サザン・ヒップホップにおいては主要なサウンドとして残った。南部のヒップホップはトラップの原型となり、808・マフィアのようなプロデューサーグループを生み出した。『ザ・ニューヨーカー』誌は2015年の記事において、808はトラップといった、現代における「アーバンユースカルチャーのサウンドトラック」を基礎づけるものであると論じている。

### エレクトロニック

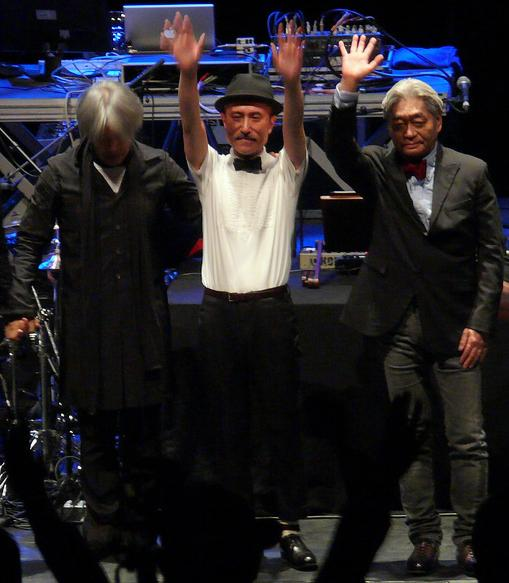
イエロー・マジック・オーケストラ（2008年）

イエロー・マジック・オーケストラ（YMO）は、1980年12月に行われた日本武道館での連続公演で、当時発売前であった808を利用した。さらに、1981年のアルバム『BGM』においても、全面的に同機種が用いられた。「プラネット・ロック」をリリースしたアフリカ・バンバータは、YMOおよびクラフトワークから強い影響を受けていた。「プラネット・ロック」はヒップホップだけでなくエレクトロニックと、そのサブジャンルであるマイアミ・ベースおよびデトロイト・テクノに影響を与え、808を「未来的なサウンドの基本要素」とした。『Slate』誌は、同曲は「808を知らしめただけでなく、ポスト・ディスコのダンスミュージックを方向転換させた」と論じている。
イギリスのエレクトロニックユニットである808ステイトは、その名の通り808を多用した。同ユニットのグラハム・マッシーは「ローランドの機材は音楽界のエスペラントになった。この技術を通じて世界の隔たりは少なくなったし、そこには垢抜けた感じがあった。この機材を使えば、地元っぽい音楽性から脱却することができた」と語っている。レイブカルチャーが登場すると、808はイギリスのラジオにおける主要なサウンドのひとつとなった。1990年代初頭には古代祐三が、『ベア・ナックル』のサウンドトラックに808を採用した。

### ポップ
オーストラリアのユニットであるザ・モニターズの1981年のシングルである「Nobody Told Me」は、808がはじめて音盤に用いられた例として知られている。『ザ・ニューヨーカー』によれば、808は、1983年から1986年にかけてポップミュージックが経験した「偉大な変革期のビッグバン」の契機となった。『Slate』によれば、これ以降、ポップミュージックの従来の構成および和声進行は見直され、インストゥルメンタルは「無限にループを繰り返しながら変化する、シークエンスやパターンの断片であると考えられるようになった」。
アルゼンチンのチャーリー・ガルシアは、1983年の『Clics modernos』において、すべてのパーカッションに808を用いた。また、トーキング・ヘッズのデヴィッド・バーンは、1984年のライブ映像である「Stop Making Sense」において、808のガンショットにあわせて「サイコ・キラー」を演奏している。フィル・コリンズは、人間のドラマーが変化やフィルを加えたがるため、808はリズムを長時間ループさせるのに便利であると述べている。ホイットニー・ヒューストンは、1987年の「I Wanna Dance with Somebody」において、幅広い領域で808を用いている。
俳優、シンガーソングライターの星野源は自宅録音で使用している。
実家が八百屋だった事もあり愛称が「やおや」の本機にシンパシーを感じ、作業場のスタジオの名前にも「808」と付ける程好きな機材に挙げている。一人のミュージシャンやシンガーを取り上げるNHKの『星野源のおんがくこうろん』第8回で初めて音楽機材として「世界の音楽を変えたジャパニーズマシン 808」と言うサブタイトルで本機を取り上げた。

## 関連番組・映画
- 映画『808（英語版）』 - 2015年のアメリカ映画。
- ノーナレ - NHKのテレビ番組。「808 Revolution」として特集[43]。
- 星野源のおんがくこうろん - シーズン2の最終回では、音楽家ではなく、本機を取り上げた[44]。